# Pierre de Lescure
Pour les articles homonymes, voir Lescure.
Pierre Lescure, dit de Lescure, est un écrivain, journaliste et éditeur français, né le 30 mars 1891 à Oran (Algérie) et mort le 20 septembre 1963 à Courbevoie. Il est surtout connu comme cofondateur, avec Vercors, des Éditions de Minuit.

## Biographie

### Jeunesse et études
Issu d'une famille bourgeoise, fils du médecin Pierre Lescure (sans particule) et de Flore Henry, il est le petit-fils de Jules de Lescure, directeur des chemins de fer d'Algérie et républicain au Second Empire, lequel, à la suite des journées de Juin 1848, avait cessé de porter la particule.
Il se marie le 30 juin 1917 avec Marie Marcelle de Gentile, d'une famille d'officiers, fille de Dominique de Gentile (1863-1944), ancien élève de Saint-Cyr d'origine corse, et de Marthe Mettrier (1868-1910), d'une famille notable de Langres, dont les frères (notamment l'historien et alpiniste Henri Mettrier) ont fait de nombreuses publications savantes.
D'abord intéressé par une carrière dans la diplomatie, il suit des études de droit et s'inscrit à l'École libre des sciences politiques en 1909. Il interrompt toutefois rapidement ses études du fait d'une tuberculose.

### Parcours professionnel
Il rencontre en 1911 le dominicain érudit Antonin-Gilbert Sertillanges qui a une grande influence sur lui. Il l'amène à revenir au catholicisme et à travailler pour La Revue des jeunes, ce qui l'introduit dans le milieu de l'édition.
Il quitte cette revue après s'être brouillé avec certains collaborateurs et fonde en 1929 la Quinzaine critique des livres et des revues, un périodique laïque, qui est un échec. Sous le pseudonyme de Pierre Anzin il publie cependant deux livres policiers chez Gallimard en 1935 avec un certain succès. Pour Michel Lebrun, Trois baignoires « est absolument remarquable, d'une écriture très moderne, avec des personnages bien typés et une forme d'érotisme peu usitée à l'époque ».
Au début des années 1930, Pierre de Lescure devient un compagnon de route du Parti communiste. Il fait partie du comité de vigilance des intellectuels antifascistes et écrit dans la revue Commune et le quotidien Ce soir.
Après l'armistice de 1940, il entre dans la Résistance et devient à l’automne 1940 un agent de l’Intelligence Service au sein du réseau de son cousin Robert Le Guyon.

## Vie privée
Il est le père du journaliste et résistant François Lescure (1920 - 1992) et le grand-père du journaliste Pierre Lescure, de l'économiste et homme politique Roland Lescure et de l'auteur, photographe, réalisateur, compositeur Jean-François Lescure dit « Jef Kerneis ». 

## Œuvre

### Romans signés Pierre Anzin
- Le Chapeau sur l'étang, Gallimard, coll. « Détective » no 35 (1935)
- Trois baignoires, Gallimard, coll. « Détective » no 50 (1935)

### Romans signés Pierre de Lescure
- Pia Malécot, Gallimard, (1935)
- Tendresse inhumaine, Gallimard, (1936)
- Souviens-toi d'une auberge, Gallimard, (1937)
- La Tête au vent, Gallimard, (1938)
- Le Souffle de l'autre rive, Éditions du Mont-Blanc, coll. « Action et pensée » no 23 (1946)
- Sans savoir qui je suis, Plon (1955)
- Les Retardataires, del Duca (1957)
- La Saison des consciences, éditions Julliard (1959)

### Autre ouvrage
- Aragon romancier, Gallimard (1960)

## Pour approfondir